# Avril Coleridge-Taylor
Avril Coleridge-Taylor (* 8. März 1903 in London als Gwendolen Avril Coleridge-Taylor; † 21. Dezember 1988 in Seaford (East Sussex)) war eine britische Pianistin, Dirigentin und Komponistin. Sie war die Tochter des Komponisten Samuel Coleridge-Taylor und seiner Frau Jessie Coleridge-Taylor (geborene Walmisley).

## Leben
Avril Coleridge-Taylor wuchs unter dem Einfluss ihres Vaters Samuel Coleridge-Taylor, der als der „Afrikanische Mahler“ bekannt war, auf, schrieb bereits mit 12 ihr erstes Musikstück und erhielt schon mit 13 Jahren Stipendien für Klavier und Komposition am Trinity College of Music. Zu ihren Lehrern gehörten Gordon Jacob und Alec Rowley. Coleridge-Taylor hatte eine multiethnische Herkunft, die mehrere Rassen umfasste. Ihr Vater, Samuel, war der Sohn einer Engländerin und eines Mannes aus Sierra Leone. Avril wurde im Allgemeinen als weiße Frau wahrgenommen und nahm ihre afrikanische Abstammung nicht an. 1924 heiratete sie Harold Dashwood, mit dem sie einen Sohn hatte. Nach ihrer Scheidung in den 1930er Jahren hörte sie auf, ihren Vornamen Gwendolen zu verwenden. Als sie 1952 während der Apartheid Südafrika besuchte, erhielt sie viele Aufträge – alle wurden zurückgezogen, als die Auftraggeber erfuhren, dass sie schwarze Wurzeln hatte. In der Musikwelt wurde sie mehr als farbige Frau diskriminiert als als Frau. Manchmal veröffentlichte Coleridge-Taylor ihre Werke unter dem Pseudonym Peter Riley.
Als junge Frau begann Coleridge-Taylor öffentlich als Dirigentin mit mehreren großen Orchestern aufzutreten. Ihr Debüt gab sie 1933 in der Royal Albert Hall in London. Sie dirigierte dort über Jahre hinweg und hatte die Möglichkeit, das Werk ihres Vaters, Hiawatha, aufzuführen. Außerdem dirigierte sie Orchester wie das London Symphony Orchestra und das BBC Symphony Orchestra und gründete ihr eigenes Coleridge-Taylor Symphony Orchestra. Eine ihrer bemerkenswertesten Leistungen als Dirigentin war die Einladung, als erste Frau das Orchester der H.M.S. Royal Marines zu leiten.
Coleridge-Taylor schrieb mehrere großangelegte Orchesterwerke und zahlreiche Kammermusikstücke und Kunstlieder. 1957 wurde sie beauftragt, einen feierlichen Marsch zur Feier der Unabhängigkeit Ghanas zu schreiben.
Sie schrieb 1979 eine Biografie über das Leben und Werk ihres Vaters, The Heritage of Samuel Coleridge-Taylor. 1998 verstarb sie im Alter von 95 Jahren in einem Pflegeheim in Seaford, Sussex.